# Gaiola de galinha

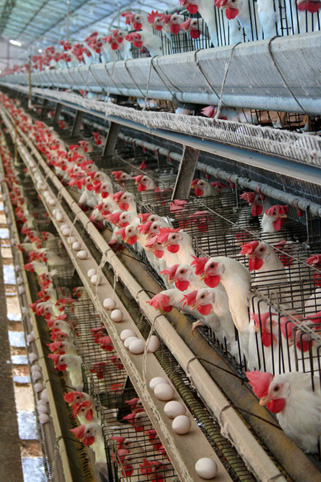
Baterias de gaiolas, com galinhas dentro.

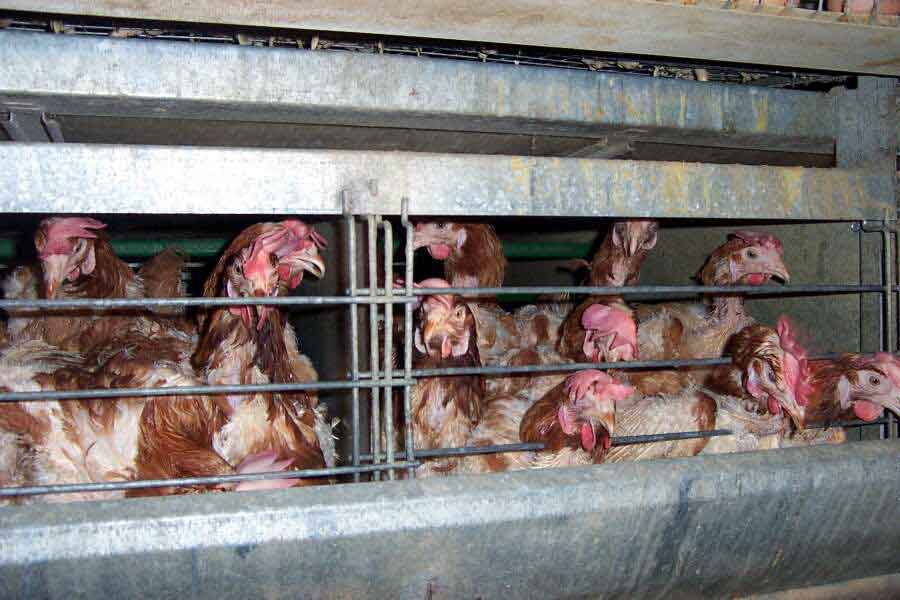
Close de galinhas dentro das gaiolas.

As gaiolas em bateria são um sistema de alojamento utilizado para vários métodos de produção animal, mas, principalmente, para galinhas poedeiras. O nome deriva-se da combinação em linhas e colunas idênticas, conectadas juntas, compartilhando paredes, tal qual nas células de uma bateria. Embora o termo é geralmente aplicado para criação de aves, semelhante sistema de gaiolas é usado para outros animais.
As gaiolas em bateria têm gerado polêmica entre os defensores dos direitos dos animais, e dos produtores industriais.
As gaiolas em bateria são a forma predominante de alojamento para a criação de galinhas poedeiras em todo o mundo. Elas reduzem a agressão e o canibalismo entre as aves, porém são desoladas, restringem movimentos, previnem muitos comportamentos naturais, e aumentam as taxas de osteoporose. Em 2014, cerca de 95% dos ovos nos EUA foram produzidos nas gaiolas em bateria. No Reino Unido, as estatísticas do Departamento de Ambiente, Alimentação e Assuntos Rurais (Defra) indicam que 50% dos ovos produzidos no Reino, ao longo de 2010, provieram de gaiolas (o resto: 45% de free-range, e 5% a partir de celeiros). No entanto, com a introdução da Diretiva da União Europeia 1999/74/EC, que proibiu gaiolas em bateria convencionais na União Europeia a partir de janeiro de 2012, por razões de bem-estar, o número de ovos de gaiolas em bateria nos membros da União tem decrescido rapidamente.

## Matança de machos
Devido à moderna seleção artificial, raças de galinhas poedeiras são diferentes daquelas raças destinadas à produção de carne. Os machos não produzem ovos, como é sabido, porém os das raças poedeiras não servem para produção de carne; consequentemente, são mortos logo após terem seu sexo confirmado, com frequência no mesmo dia do nascimento (sair do ovo). Métodos de matança incluem deslocamento da coluna, asfixia, e maceração (trituração dos bichos ainda vivos).
Grupos de direitos animais têm usado vídeos de pintinhos vivos sendo jogados vivos nos maceradores como evidência de crueldade na indústria de produção de ovos. A maceração, juntamente com deslocamento da coluna, e asfixia, são todos considerados métodos aceitáveis de matança pela Associação de Médicos Veterinários dos EUA. Os consumidores podem também ficar horrificados simplesmente pela morte de animais que simplesmente não são comidos depois (desperdício).